# Fernando Pernes
Fernando Duarte Velasco Pernes (Lisboa, 1936 — Porto, 2 de outubro de 2010) foi um ensaísta, professor e crítico de arte português. 

## Biografia
Fernando Pernes completou os seus estudos de arte em França e Itália, como bolseiro da Fundação Calouste Gulbenkian, primeiro na Sorbonne, Paris, com o historiador e crítico de arte Pierre Francastel (1900-1970), depois em Roma e Florença, com Giulio Carlo Argan (1900-1992).
Iniciou atividade como crítico de arte na revista Vida Mundial; colaborou depois em diversas publicações, entre as quais as revistas O Tempo e o Modo e Colóquio-Artes. A relevância do seu trabalho nassa área foi cedo reconhecida, tendo-lhe sido atribuído o prémio de Crítica de Arte da Fundação Calouste Gulbenkian em 1965.
Foi presidente da secção portuguesa da Associação Internacional de Críticos de Arte entre 1981-1984 e fez parte da direção da Sociedade Nacional de Belas-Artes, onde criou uma galeria de arte moderna e promoveu cursos de história de arte. Dirigiu ainda ou foi colaborador de galerias privadas (Galeria Divulgação, Lisboa; Galeria 111 / Zen, Lisboa e Porto).
Fixou-se no Porto em 1973. Foi professor da Escola Superior de Belas-Artes do Porto; responsabilizou-se pela direção do suplemento de arte e cultura do Jornal de Notícias. Depois do 25 de abril de 1974, assumiu a direção do Centro de Arte Contemporânea do Museu Nacional de Soares dos Reis. Em 1979 integrou a Comissão para a Instalação do futuro Museu Nacional de Arte Moderna, que daria origem à Fundação de Serralves, da qual viria a ser o primeiro diretor artístico (1987-1996) e de cujo Conselho de Administração foi Assessor Cultural.
Fernando Pernes foi um dos críticos de arte e curadores de arte mais atentos às novas gerações de artistas portugueses a afirmarem-se desde o final da década de 1960. Foi autor de monografias sobre artistas portugueses e de inúmeros textos e ensaios sobre arte nacional e internacional. A sua vida e obra foram reconhecidas através da atribuição da Comenda da Ordem do Mérito pelo Presidente da República Mário Soares (9 de junho de 1995) e da Medalha de Ouro da Cidade do Porto (Câmara Municipal do Porto).